# Monteverde (Italia)
Monteverde (improprimente detto anche Monteverde Irpino) è un comune italiano di 670 abitanti della provincia di Avellino in Campania. Il comune è incluso nel circuito dei borghi più belli d'Italia.

## Geografia fisica
Monteverde si colloca nell'Appennino campano, all'estremità orientale dell'Irpinia.
Il centro abitato si erge su di un'impervia altura situata a cavallo tra il torrente Osento e il fiume Ofanto. A partire dal 2010, durante il periodo primaverile, nel territorio comunale di Monteverde nidifica la rarissima cicogna nera.

### Lago artificiale San Pietro

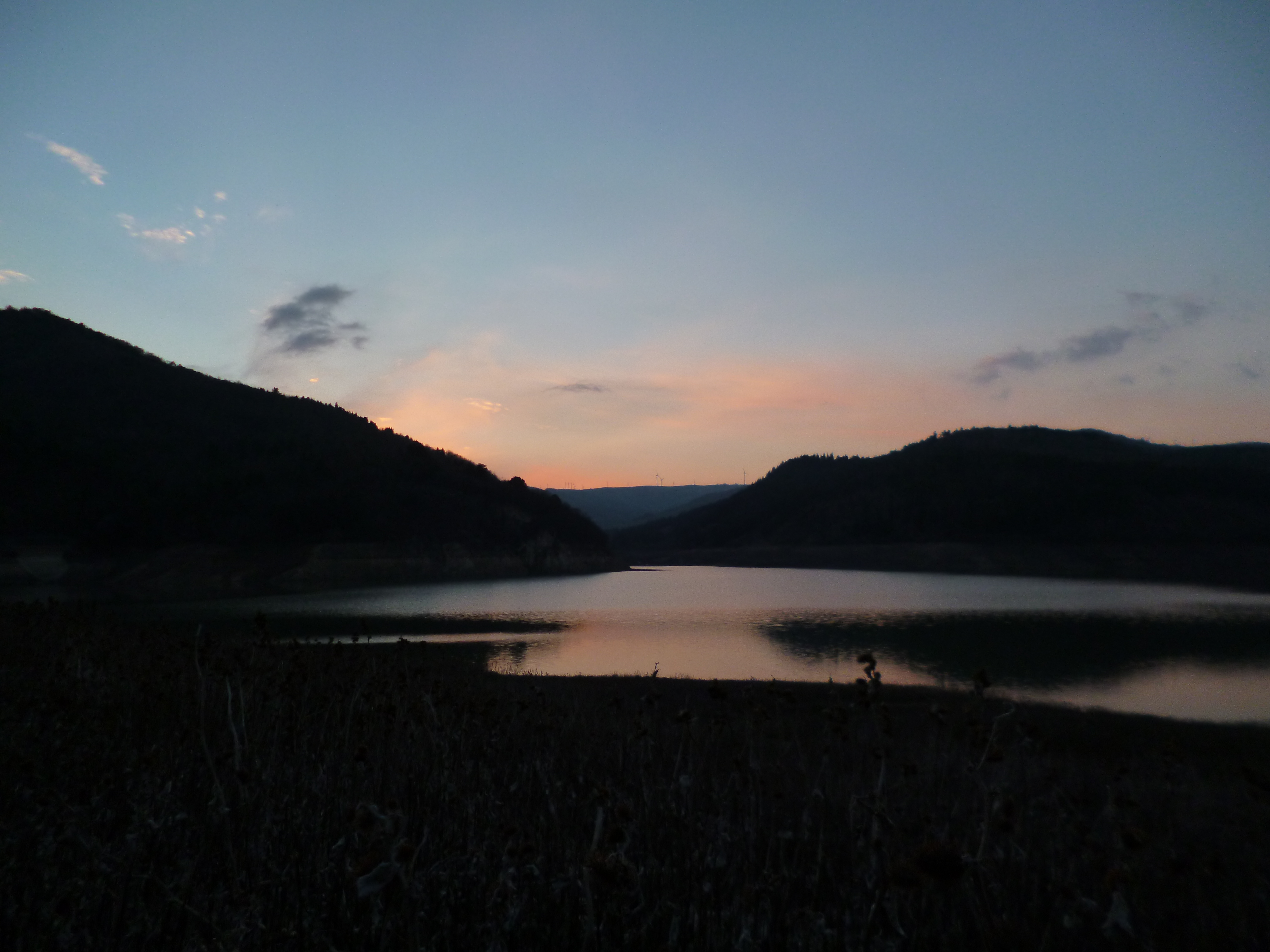
Monteverde, diga di San Pietro

A pochi km dal centro abitato è possibile trovare il lago di San Pietro, un invaso artificiale realizzato tra gli anni '50 e '60 sbarrando con una grande diga in terra il corso del torrente Osento, affluente del fiume Ofanto.
Dal punto di vista naturalistico, il lago è caratterizzato da una ricca e fitta vegetazione igrofila di tipo secondario e di estese e rigogliose quercete. La presenza dello specchio d'acqua, causa della forte umidità della zona, unita al tipo di vegetazione determina la presenza di numerosi habitat adatti ad alimentazione, colonizzazione e dimora di molte specie animali rivestendo un ruolo particolarmente importante come zona di sosta sui percorsi migratori dei volatili.

### Foresta Mezzana
Lungo le dorsali dei colli su cui sorge Monteverde si estende per 456 ettari la Foresta Mezzana, formando un ampio trapezio che digrada verso valle fino a toccare, ad ovest, il fiume Ofanto.
La Foresta si trova ai limiti nord-occidentali dell’Irpinia, nei pressi del Vulture. L’assenza di attività umane a forte impatto rende questa risorsa naturale uno dei pochi siti incontaminati della zona. L’escursione altimetrica è compresa tra i 250 e i 600 m s.l.m. e il substrato geologico è di tipo siliceo argilloso.
La Foresta Mezzana è intrigante per naturalisti e studiosi e particolarmente adatta per le attività di birdwatching.

## Storia

### Dall'antichità al medioevo
Incerta è l'origine di Monteverde. Nell'XI secolo divenne però sede vescovile ed ebbe un proprio vescovo fino al 1531, anno in cui la diocesi di Monteverde fu unita alla diocesi di Canne. Dal 1532 al 1641 costituì la Signoria di Monteverde per i Grimaldi Principi di Monaco Marchesi di Campagna. Nel quadriennio 1743-46 il suo territorio fu soggetto alla giurisdizione del regio consolato di commercio di Ariano, nell'ambito della provincia di Principato Ultra. La diocesi sarà definitivamente soppressa nel 1818.

### Simboli
Lo stemma e il gonfalone sono stati concessi con decreto del presidente della Repubblica del 15 marzo 1978.
Il gonfalone è un drappo partito di bianco e giallo.

## Monumenti e luoghi di interesse

### Architetture civili

#### Castello
Il castello di Monteverde, edificato dai Longobardi, domina la valle attraversata dai fiumi Ofanto e dal suo affluente Osento. Già in epoca sannitica, il colle su cui sorge presentava strutture difensive. Le prime notizie attendibili risalgono ad una pergamena dell'897. Tra le nobili famiglie che hanno dimorato nel castello, la famiglia Grimaldi di Monaco è la principale oltre che quella che ha dato il nome all'edificio.
La struttura presenta ancora oggi l’originaria forma trapezoidale che, durante il Medioevo, fu integrata con la costruzione di quattro torri angolari, due cilindriche e due quadrate. All’interno restano ancora intatte le feritoie e le finestre rettangolari. È possibile trovare, inoltre, una cappella con altare, un’acquasantiera e alcuni affreschi.

### Architetture religiose

#### Chiesa di Santa Maria di Nazareth
La chiesa risale molto probabilmente al XIV secolo. Fino al 1818, anno in cui fu soppressa la diocesi di Monteverde, questa chiesa ne era la cattedrale e accanto ad essa sorgeva l’episcopio di cui non sono rimaste tracce. La struttura originaria è stata modificato da terremoti e incendi.
La chiesa è caratterizzata da tre navate. Un arco a tutto sesto separa il transetto dall’abside centrale. Lo spazio interno è scandito da quattro coppie di arcate ogivali poggianti su pilastri quadrati, le cui strutture sono state realizzate con blocchi di pietra calcarea del luogo.

## Società

### Evoluzione demografica
Abitanti censiti

### Etnie e minoranze straniere
Nell'anno 2021 risultavano residenti nel territorio di Monteverde 32 cittadini stranieri, pari al 4,4% della popolazione comunale, di varie etnìe diverse, le più numerose sono:
- Romania 19
- Serbia 6
- Ghana 2

## Cultura

### Musei

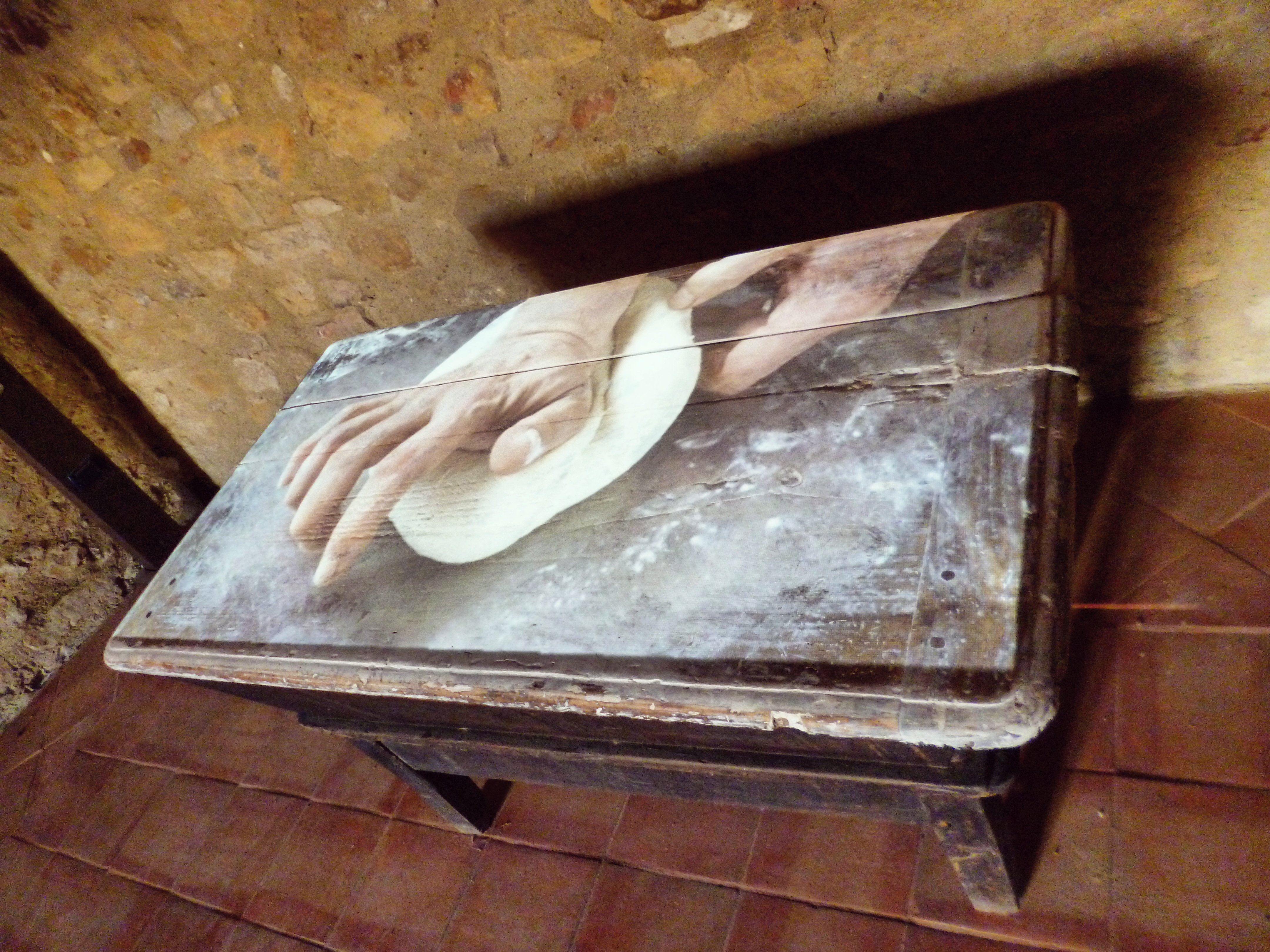
Monteverde, museo M.I.GRA

La ristrutturazione recente del Castello comprende l’installazione di un museo multimediale permanente “MiGra” sul ruolo della donna nella civiltà contadina.

### Eventi
Il principale evento cittadino è il Grande Spettacolo dell'Acqua, organizzato dal 2006 con cadenza annuale nel periodo estivo. Il 31 marzo 2014 viene annunciata la sospensione dell'edizione annuale della manifestazione, che riprende la stagione successiva salvo poi essere nuovamente sospesa nel 2017. Lo spettacolo viene realizzato presso il lago artificiale di San Pietro, situato a pochi km dal paese. Con le voci narranti di Elena Sofia Ricci e Leo Gullotta, ripercorre la vita di San Gerardo accompagnando la narrazione con balletti, giochi d'acqua e luci. Viene, inoltre, realizzato lo "Spettacolo dell'Aria", una rappresentazione di teatro falconeria tenuta presso l'Arena dei Rapaci. Il ricavato degli spettacoli viene devoluto in beneficenza.

### I borghi più belli d'Italia
Dal 22 ottobre 2013 Monteverde è entrato ufficialmente a far parte de I borghi più belli d'Italia, un club che raccoglie piccoli centri italiani di spiccato interesse artistico e storico.
Monteverde si classifica secondo nell'edizione 2015 de "Il borgo dei Borghi" realizzato dal programma televisivo Kilimangiaro.
Monteverde viene selezionato per il "Borgo dei Borghi - Autunno 2018", una gara tra 60 borghi Italiani in onda dal 3 novembre al 24 novembre 2018 su Rai 3. Il borgo irpino vince la fase eliminatoria, superando Procida e Vietri sul Mare, per rappresentare la Campania nella puntata finale.

### "Un Paese accessibile"
Dal 2006 Monteverde inizia a predisporre misure per rendere accessibile, a chiunque abbia qualsiasi tipo di disabilità, il suo patrimonio culturale e paesaggistico. Infatti sono state attuate azioni concrete per l’abbattimento delle barriere architettoniche e senso-percettive. Sempre dal 2006 si tiene l’evento "Un Paese Accessibile", per dimostrare come ogni tipo di disabilità possa essere anche una risorsa.
Monteverde dispone di circa 5 km di percorsi tattilo-plantari, con sistema LVE (Loges-Vet-Evolution), per non vedenti accompagnati da sistemi di audio-guida, con itinerari anche per chi presenta problemi uditivi e motori.
Proprio a causa dell'attenzione riservata a queste tematiche, Monteverde ha vinto il premio speciale Access City Award 2019, indetto dall'Unione Europea. Il riconoscimento è stato consegnato a Bruxelles da Tibor Navracsics (Commissario europeo per l'Istruzione) e Marianne Thyssen  (Commissario europeo per l’Occupazione, Affari sociali, Abilità e Mobilità del lavoro).

## Infrastrutture e trasporti

### Strade
Il comune è interessato dalla strada statale 401 dell'Alto Ofanto e del Vulture e dalla strada provinciale 155.

### Ferrovie
Il comune era servito dalla stazione di Monteverde, sulla ferrovia Avellino-Rocchetta Sant'Antonio.

## Amministrazione
Il territorio fa parte della comunità montana Alta Irpinia.
Il comune è gemellato con Cambiano, vista la folta comunità di emigrati monteverdesi.

## Sport
Lo stadio Comunale di Monteverde ospita le partite casalinghe delle due squadre di calcio locali: Dinamo Monteverde e Monte Irpino 2008, entrambe militanti nel campionato di Seconda Categoria.